# Tiberio Guarente
Tiberio Guarente (Pisa, 1 november 1985) is een Italiaans betaald voetballer die bij voorkeur op het middenveld speelt. Hij tekende in juni 2010 een vijfjarig contract bij Sevilla FC.
Sevilla verhuurde Guarente gedurende het seizoen 2014-2015 aan Empoli FC.
Guarente speelde drie wedstrijden voor de Italiaanse Olympische ploeg die deelnam aan de Olympische Spelen van 2008.

## Carrière
| seizoen   | club              | land   | competitie       | wed. | goals |
| --------- | ----------------- | ------ | ---------------- | ---- | ----- |
| 2003-2004 | Atalanta Bergamo  | Italië | Serie B          | 0    | 0     |
| 2004-2007 | Hellas Verona     | Italië | Serie B          | 54   | 1     |
| 2007-2010 | Atalanta Bergamo  | Italië | Serie A          | 92   | 3     |
| 2010-     | Sevilla FC        | Spanje | Primera División | 10   | 0     |
| 2012-2013 | → Bologna FC 1909 | Italië | Serie A          | 20   | 2     |
| 2013      | → Catania         | Italië | Serie A          | 13   | 0     |
| 2014      | → Chievo Verona   | Italië | Serie A          | 10   | 0     |
| 2014-     | → Empoli          | Italië | Serie A          | 1    | 0     |